# Jazyčnatky
Jazyčnatky (Pentastomida) je parazitická skupina z monofyla Pancrustacea tradičně řazená do korýšů (Crustacea). Obvykle dorůstají velikosti několika centimetrů a je jich známo kolem 60 druhů. Žijí v dutinách čelních a čelistních kostí psovitých šelem, v plicích velkých plazů a ve vzdušných vacích ptáků. Jsou to gonochoristé s nepřímým vývojem.
Dříve byli považovány za primitivní „členovce“, podobně jako např. želvušky, ale ukázalo se, že řadu anatomických znaků sdílejí s kapřivci (Branchiura). Tuto teorii potvrdily i fylogenetické studie a jazyčnatky jsou tak zcela jistě sesterskou skupinou kapřivců, s nimiž vlastně i sdílejí parazitický způsob života.

## Zástupci
- jazyčnatka tasemnicová (Linguatula serrata) – žije v dutinách lebečních kostí psů, lišek a vlků